# مت چمپین
متیو گرت چمپین (انگلیسی: Matthew Garrett Champion؛ زادهٔ ۱۴ فوریه ۱۹۹۵) رپر، خواننده و ترانه‌پرداز آمریکایی است. نخستین آلبوم استودیویی او به نام Mika's Laundry در ۲۲ مارس ۲۰۲۴ منتشر شد.

## اوایل زندگی
چمپین در وودلندز، تگزاس بزرگ شد و از تبار جزئی ژاپنی آمریکایی‌ها است.

## ترانه‌شناسی

### آلبوم‌های استودیویی
| عنوان          | جزئیات آلبوم                                                         |
| -------------- | -------------------------------------------------------------------- |
| Mika's Laundry | - انتشار: ۲۲ مارس ۲۰۲۴ - ناشر: آرسی‌ای - فرمت: استریم، دانلود دیجیتال |

### میکس‌تیپ‌ها
| عنوان | جزئیات میکس‌تیپ                                          |
| ----- | ------------------------------------------------------- |
| هارلی | - انتشار: ۱۱ مارس ۲۰۱۷ - ناشر: ناشر–مؤلف - فرمت: استریم |

### تک‌آهنگ‌ها
| عنوان                            | سال  | آلبوم                   |
| -------------------------------- | ---- | ----------------------- |
| «Die with Me»                    | ۲۰۱۴ | تک‌آهنگ‌های خارج از آلبوم |
| "Burn" (با همکاری جان والتز)     | ۲۰۱۵ | تک‌آهنگ‌های خارج از آلبوم |
| «El Dorado»                      | ۲۰۱۵ | تک‌آهنگ‌های خارج از آلبوم |
| «You're Too Cool for Me»         | ۲۰۱۵ | تک‌آهنگ‌های خارج از آلبوم |
| «Punks»                          | ۲۰۱۶ | تک‌آهنگ‌های خارج از آلبوم |
| "Salud" (با همکاری مایکل کریسمس) | ۲۰۱۶ | تک‌آهنگ‌های خارج از آلبوم |
| «Mansions»                       | ۲۰۱۶ | تک‌آهنگ‌های خارج از آلبوم |
| «Fangs»                          | ۲۰۱۷ | تک‌آهنگ‌های خارج از آلبوم |
| "Aphid" (با همکاری دیجون)        | ۲۰۲۴ | Mika's Laundry          |
| «Slug»                           | ۲۰۲۴ | Mika's Laundry          |
| «حرکت آهسته» (به همراه جنی)      | ۲۰۲۴ | Mika's Laundry          |